# 寺尾善雄
寺尾 善雄（てらお よしお、1923年 - 1987年）は、日本の中国文学者、作家。
岡山県生まれ。
東京外国語学校支那語科卒。夕刊岡山新聞社、サンケイ新聞社、秋田書店に勤務。中国古典の翻訳や一般向けの書物を多く書いた。

## 著書
- 中国伝来物語 秋田書店、1967. サンデー叢書
- ことばの記憶法 その由来と故事物語 徳間書店、1969. トクマカジュアルブックス
- ビジネス語録 中国編 秋田書店、1969. サンデー新書
- 中国名言物語 河出書房新社、1972.
- 咒の世界 日本人の祈りとおそれ 光風社書店、1976.
- 中国五千年の歴史に見る愚者への人間学 英知・頓知・才知 産業新潮社、1979.12.
- 新時代に生かす活眼録 中国の金言・名言・格言 産業新潮社、1981.5. 「現代に生かす中国・名言の知恵」三笠書房、知的生きかた文庫
- 三国志物語 光風社出版、1982.3.
- 中国おどろき奇談 コンパニオン出版、1982.12. 「中国珍談奇談物語」旺文社文庫
- 中国伝来物語 河出書房新社、1982.2.
- 西遊記物語　光風社出版、1983.
- 八犬伝物語 光風社出版、1983.11.
- 漢詩故事物語 1984.11. 河出文庫
- 宦官物語 男を失った男たち 東方書店、1985.5. 東方選書　のち河出文庫
- 中国珍奇怪異物語 1985.10. 旺文社文庫
- 諸葛孔明の生涯 旺文社、1986.5.　のち三笠書房知的生きかた文庫
- 「貞観政要」に学ぶ 三笠書房、1986.10.
- 中国英雄伝 1986.12. 旺文社文庫
- 中国金言故事物語 日々の心の糧 1986.12. 河出文庫
- 智略の人間学 三笠書房、1986.5. 知的生きかた文庫
- 鄭成功 明末の風雲児 東方書店、1986.6.
- 三国志 英雄の舞台 川田秀文写真 旺文社、1987.3.
- 戦国策をよむ 東方書店、1987.4.
- 中国悪党伝 1987.3. 旺文社文庫 のち河出文庫
- 中国文化伝来事典 河出書房新社、1993.8.
- 中国の歴史おもしろかくれ話 三笠書房、1995.9. 知的生きかた文庫
- 一冊で読む!三国志 1996.9. 成美文庫
- 一冊でわかる!論語 1997.2. 成美文庫
- 中国の古典財産としての43話 三笠書房、1997.3. 知的生きかた文庫

## 共編著
- 中国故事物語 駒田信二共編 1983.4. 河出文庫

## 翻訳
- 後西遊記 秀英書房、1977.9.
- 水滸後伝 陳忱 秀英書房、1978.9.
- 後三国演義 秀英書房、1980.3.
- 中国のユーモア 訳著 1982.10. 河出文庫
- 中国のユーモア. 続 訳著 1983.8. 河出文庫